# آيت اعمر وعلي (مجمع الطلبة)
آيت اعمر وعلي هي إحدى مشيخات المملكة المغربية، تتبع جغرافيا لإقليم الخميسات وإداريًا لمجمع الطلبة. يقدر عدد سكانها بـ 10264 نسمة حسب الإحصاء الرسمي للسكان والسكنى لسنة 2004.